# Janet McTeer
Janet McTeer, OBE (født 5. august 1961 engelsk teater-, TV- og filmskuespiller. Hun har haft roller i mere end 40 film- og tv-produktioner. Hun har vundet 8 priser, her i blandt en Golden Globe, samt været nomineret til 2 Oscars.
McTeer blev født i Newcastle upon Tyne, England, datter af Jean og Alan MacTeer, og voksede op i York. Hun gik på den nu nedlagte Queen Anne Grammar School for girls, og arbejdede på en Café ved York Theatre. En dag serverede hun for Gary Oldman, som foreslog hende at søge ind på Royal Academy of Dramatic Art.
Janet McTeers startede på tv i 1985 med små roller i BBC-serierne Juliet Bravo og Gems. Hun fik sin filmdebut i 1986 med filmen Half Moon Street. Op igennem halvfemserne spillede hun med i flere tv-produktioner, og hun fik sit store filmgennembrud i 1999, hvor hun spillede hovedrollen i filmen Tumbleweeds. Hun vandt 4 priser for sin rolle i denne film her i blandt en Golden Globe for bedste kvindelige hovedrolle. Hun opnåede også en nominering til en Oscar for bedste kvindelige hovedrolle. I 2000 spillede hun med i dogmefilmen The King Is Alive, der var instrueret af Kristian Levring. I 2002 arbejdede hun sammen med den danske instruktør igen med filmen The Intended, som hun også var medforfatter på.
McTeer blev i 2008 udnævnt til Officer of the Order of the British Empire.
I 2011 spillede hun med i filmen Albert Nobbs, en rolle hun modtog sin anden nominering til en Oscar for, denne gang en Oscar for bedste kvindelige birolle.

## Filmografi
- The Woman in Black (2012)